# 2010-es fehéroroszországi elnökválasztás
Fehéroroszországban 2010. december 19-én elnökválasztást tartottak. Az eredeti tervek szerint erre 2011. elején került volna sor. A Fehérorosz Nemzetgyűlés rendkívüli ülésszakán azonban 2010. szeptember 14-én előrehozta a választás időpontját.
A tíz jelölt közül a Fehérorosz Választási Bizottság határozata értelmében a leadott szavazatok 79,67%-ával a hivatalban lévő Lukasenka nyerte meg. A második legtöbb szavazatot Andrej Szannyikavra adták le. Egy a választás éjszakáján indított tüntetés rendőri erőszakos feloszlatása után a KGB több száz tüntetőt és hét elnökjelöltet – köztük Sannikaŭt is – letartóztatott.
A nyugati országok egy olyan komédiának tekintették, mely teljesen ellentétes mindenféle demokratikus, és az emberi jogokkal kapcsolatos elképzeléseknek. Az Amerikai Egyesült Államok és az Európai Unió felszólította a vezetőket, hogy minden politikai okokból bebörtönzött jelöltet engedjen szabadon, de Lukasenka utazási tilalmán kívül semmit nem tettek ezek kikényszerítésére. Ezzel ellentétben Oroszország, Kína és Vietnám gratulációját fejezte ki az újjáválasztott elnöknek.

## Történelmi előzmények
A 2004-ben megtartott elnökválasztást és az ezzel egy időben tartott képviselőválasztást követő tüntetések alatt több, a választások eredményét megkérdőjelező tüntetőt letartóztattak, és több ellenzéki jelöltet a rendőrök megvertek. A 2006-os elnökválasztás után kitört farmeros forradalom alatt még több tüntetőt vettek őrizetbe. Lukasenka hatalomra jutása óta eddig soha nem tartottak olyan választást, melyet a nyugati megfigyelők szabadnak tekintettek volna.
Az 1994-ben elfogadott alkotmányt kétszer módosították. Először 1996-ban, mikor növelték az elnök hatalmát, és megalkották a kétkamarás törvényhozást. 2004-ben eltörölték azt a korlátot, mely szerint az elnököt csak egyszer lehet újraválasztani. Az EBESZ szerint – annak ellenére, hogy a belarusz alkotmány 6. cikke garantálja a hatalmi ágak szétválasztását – a végrehajtó hatalomnak akkora túlsúlya van, hogy az elnyomja a másik két ágat. Jelentése szerint a fehérorosz politikai rendszerben gyenge a pártok szerepe, és a képviselőházban nincsenek ellenzéki képviselők.

## Elnökjelöltek
A választásokat a fehérorosz parlament alsóháza, a Képviselőház 2010. szeptember 14-én írta ki.

### Lukasenka
Aljakszandr Lukasenka – aki harmadik hivatali idejét töltötte – egy 2007-ben összehívott sajtótájékoztatón bejelentette, hogy amennyiben egészségi állapota engedi, indulni fog a 2011-es választásokon. A 2004-es népszavazások Lukasenkát Fehéroroszország első elnökének nevezték ki, és eltörölték az újraválaszthatóságot korlátozó előírásokat. 2010. május 4-én a Reutersnek adott egyik interjújában így nyilatkozott: "Még nem döntöttem el, hogy jelöltetem-e magamat. Most nincs semmi ok, ami miatt kizárnám ezt a lehetőséget."

### Hivatalosan regisztrált indulók
| Név                   | Foglalkozás, Párt                                                                        | Támogatók száma | Benyújtott aláírások     | Elfogadott aláírások     |                          |
| --------------------- | ---------------------------------------------------------------------------------------- | --------------- | ------------------------ | ------------------------ | ------------------------ |
| Rihor Kasztuszjov     | A Belarusz Népfront alelnöke                                                             | 1,306           |                          | 100,870                  |                          |
| Aljakszandr Lukasenka | Elnök                                                                                    | 8,403           |                          | 1 110 149                |                          |
| Alesz Mihalevics      | jogász, a Modernizációért Unió elnöke                                                    | 1,795           |                          | 111 399                  |                          |
| Uladzimir Nyakljakev  | költő, "Az igazat mondd!" (Руху "Гавары праўду!") mozgalom vezetője                      | 3271            |                          | 180 073                  |                          |
| Jaraszlav Ramancsuk   | közgazdász, a Fehéroroszország Civil Szövetségek Pártja elnöke                           | 1461            |                          | 123 206                  |                          |
| Vital Rimasevszki     | a Fehéroroszországi Kereszténydemokrácia párt társelnöke                                 | 1698            |                          | 102 817                  |                          |
| Andrej Szannyikav     | az "Egy Európai Fehéroroszországért" mozgalom vezetője (Руху "За Еўрапейскую Беларусь"), | 2001            |                          | 142 023                  |                          |
| Mikalaj Sztatkevics   | A Fehérorosz Szociáldemokrata Párt elnöke                                                | 1545            |                          | 111 159                  |                          |
| Viktar Cjarescsanka   | közgazdász                                                                               | 1301            |                          | 109 012                  |                          |
| Dzimitrij Usz         | jogász és üzletember                                                                     | 1 355           |                          | 104 102                  |                          |
| Vladzimir Pravalszki  | üzletember                                                                               | 186             |                          | 118                      |                          |
| Pjotr Bariszav        | nyugdíjas                                                                                | 110             | Supported Rymašeŭski     | Supported Rymašeŭski     | Supported Rymašeŭski     |
| Szjarhej Hajdukevics  | Szabaddemokrata Párt                                                                     | 10 443          | Jelöltségét visszamondta | Jelöltségét visszamondta | Jelöltségét visszamondta |
| Jurij Hlusakov        | Fehéroroszországi Zöld Párt                                                              | 243             | Jelöltségét visszamondta | Jelöltségét visszamondta | Jelöltségét visszamondta |
| Szjarhej Ivanov       | munkanélküli                                                                             | 129             | Jelöltségét visszamondta | Jelöltségét visszamondta |                          |
| Ivan Kulikov          | tudós                                                                                    | 107             | Jelöltségét visszamondta | Jelöltségét visszamondta | Jelöltségét visszamondta |
| Szjarhej Rizsov       | menedzser                                                                                | 123             | Jelöltségét visszamondta | Jelöltségét visszamondta |                          |